# لويس سانتوس
لويس سانتوس (بالبرتغالية: Luís Santos‏) هو لاعب شطرنج برتغالي، ولد في 1955 في لشبونة في البرتغال.

## وصلات خارجية
- لويس سانتوس على موقع الاتحاد الدولي للشطرنج (الإنجليزية)
- لويس سانتوس على موقع مباريات الشطرنج (الإنجليزية)
- لويس سانتوس على موقع 365Chess.com (الإنجليزية)
- لويس سانتوس على موقع Chesstempo.com (الإنجليزية)
- لويس سانتوس على موقع اتحاد المراسلات الدولية للشطرنج (الإنجليزية)
- لويس سانتوس سجل أولمبياد الشطرنج على موقع OlimpBase.org (الإنجليزية)